# オレゴンチャブ
オレゴンチャブ（学名:Oregonichthys crameri）は、コイ目コイ科の小型淡水魚の一種。一時アメリカの絶滅危惧種に指定されたが、保全活動の成功により同国で初めて指定解除された魚である。

## 形態
全長約8cm。
日本のモロコと姿が似ている。

## 生態
ボウフラ、動物プランクトンなどを食べる。

## 分布
アメリカオレゴン州の固有種で、ウィラメットバレーに生息する。

## 保全状態評価
- LEAST CONCERN (IUCN Red List Ver. 3.1 (2001))

生息水域でのダムや水路の建設といった公共事業、開発、水質汚染、国内外来種（オオクチバス、ブルーギル、ウシガエル）の侵入などにより8か所の生息地全体で合計1000匹未満に激減し、1993年に絶滅危惧種に指定された。
このため1998年からオレゴン州、アメリカ合衆国連邦政府、地域のNGO、ウィラメット川周辺の土地所有者などが連携して本種の調査研究、保全活動を行なった。
結果、本種の生息地は80か所、個体数は10万匹以上に増加したため、2015年に絶滅危惧種リストから本種は削除された。
日本では、ミヤコタナゴをはじめとする淡水魚の保全のため、本種の保全活動を参考にしようとする動きがある。